# René Chudeau
René Chudeau (1864 - 1921) fue un naturalista y  geólogo francés.

## Biografía
Fue hijo de René Arthur Chudeau, fabricante y comerciante, y de Marie Caroline Louise Aubert. Estudió geología  de 1884 a 1887 y a partir de 1890 fue profesor de la Universidad de Besanzón.
En 1900 ingresó en la Universidad de Argel. Participó en 1904 en una expedición al Sáhara comandada por Émile-Félix Gautier. Después de llegar al oasis de Timimoun, en la región de Gourara, llegó a la ciudad de Adrar en mayo de 1905, donde se unió a Gautier. Para estudiar la posibilidad de una línea telegráfica entre lal ciudad argelina de In Salah y la maliense de Tombuctú, Chudeau y Gautier se unieron a la misión Dinaux. Gautier la dejó en Boghassa para llegar a Níger y Argelia por el valle de Tilemsi, mientras que Chudeau y Dinaux visitaron las montañas de Aïr en septiembre de 1905. Tras llegar a Iférouane, Dinaux decidió abandonar y Chudeau llegó a Agadez y luego a Zinder, ya en Níger, y al Chad en febrero de 1906.  
Regresó a Francia vía Níger y Senegal, después de haber recorrido unos seis mil setecientos kilómetros y de recoger gran cantidad de información científica. 
Ingresó en el Ministerio de Colonias y visitó Mauritania con Abel Gruvel en 1908, de donde regresó solo, sin escolta y sin equipaje, entre 1910 y 1912.
Participó como geólogo de la misión de Nieger de 1912, estudiando el trazado de un ferrocarril transafricano entre Argelia y Chad. Luego visitó todo el centro y oeste de la cadena montañosa de Ahaggar, cruzó el desierto nigeriano del Ténéré hasta In Guezzam y llegó a Ansongo, en Mali, a través del valle del uadi Tafassasset.
En 1913 regresó a Tombuctú y siguió la caravana de la sal hasta Taoudeni, en el norte de Mali. De vuelta en Francia, se unió al Museo Nacional de Historia Natural.
Murió en 1921 a causa de un ataque de malaria, en la pobreza, dejando tras de sí una considerable obra con aportaciones en geología, botánica, zoología y etnografía saharianas
Sus estudios geológicos en el Sahara incluyen la formación de las dunas de arena, los depósitos cuaternarios y los procesos de erosión eólica. En la cuenca del Taoudeni, investigó antiguos volcanes, y al sur de Agadez, encontró la presencia de huesos de dinosaurios. En la región de Zinder, hizo un descubrimiento de rocas del Cretácico Inferior cubiertas por sucesiones del Cretácico Superior. Sus colecciones geológicas se encuentran en el Museo Nacional de Historia Natural de Francia.

## Honores

### Eponimia
La especie botánica Pennisetum chudeaui Trab. Maire se nombra en su honor.

## Algunas publicaciones
- Contribution a l'étude géologique de la Vieille-Castille, 1896

- Missions au Sahara vol. 1, 1908-09 (con Émile Félix Gautier)

- Sahara Soudanais, 1909 - Sudanese Sahara

- A travers la Mauritanie Occidentale: de Saint-Louis a Port-Etienne, 1909 (con Jean Abel Gruvel)

- Note sur l'ethnographie de la région du Moyen Niger, 1910

- Rapport de Mission en Mauritanie 1910-1911, 1913

- Le bassin du moyen Niger, 1912 - La Cuenca hidrográfica del Niger.
- La abreviatura «Chud.» se emplea para indicar a René Chudeau como autoridad en la descripción y clasificación científica de los vegetales.[5]